# Гватемала (град)
Гватемала или Нова Гватемала (на испански: Ciudad de Guatemala; Nueva Guatemala de la Asunción) е столицата, най-гъсто населеният и най-големият град на едноименната държава Гватемала. Градът се намира в централната-южна част на страната, на 1533 м надморска височина и към 2012 г. има население от 2 149 107 жители.

## Известни личности
Родени в град Гватемала
- Мигел Анхел Астуриас (1899 – 1974), писател
- Ото Перес Молина (р. 1950), офицер и политик

## Побратимени градове
- Богота, Колумбия
- Кфар Саба, Израел
- Ла Пас, Боливия
- Мадрид, Испания
- Манагуа, Никарагуа
- Мексико, Мексико
- Панама, Панама
- Сан Салвадор, Салвадор
- Сан Педро Сула, Хондурас
- Сан Хуан, Пуерто Рико
- Санта Крус де Тенерифе, Испания
- Тайпей, Тайван
- Тегусигалпа, Хондурас
- Трухильо, Перу
- Хавана, Куба